# Карлстрём, Стен-Улоф
Стен-Улоф Карлстрём (швед. Sten-Olof Carlström; род. 18 января 1942) — шведский ориентировщик, победитель чемпионата мира 1968 года в эстафете по спортивному ориентированию.

Стен-Улоф Карлстрём на втором чемпионате мира 1968 году в составе эстафетной команды Швеции (Стуре Бьёрк, Карл Юханссон, Стен-Улоф Карлстрём, Ёран Элунд) завоевал золотые медали чемпионата мира.